# Sorsk
Sorsk (rusky Сорск) je město v asijské části Ruska v Chakasku. Žije zde 11 103 obyvatel (2021).

## Geografie
Město leží na východním úpatí pohoří Kuzněckij Alatau na řece Sora, asi 145 km severozápadně od hlavního města Chakaska Abakanu.
Je zde typicky kontinentální podnebí.
Sorsk se nachází 6 km od železniční stanice Erbinskaja, která leží na železniční trati Ačinsk – Abakan, která byla dokončena ve 20. letech 20. století.

## Historie
Vznik Sorsku je spojen s objevem Sorského rudného pole (ložiska mědi a molybdenitu). V roce 1939 začala výstavba závodu na výrobu molybdenu a osady Sora. V roce 1953 byla v osadě postavena továrna na výrobu molybdenu - největší podnik neželezné metalurgie v Chakasii. V roce 1954 byla osada Sora přejmenována na Dzeržinskij. Dne 15. září 1966 byl Dzeržinskij povýšen na město a přejmenován na současný název Sorsk.

## Hospodářství
Ve městě se těží molybdenové a měděné rudy, které se zde zpracovávají a dodnes tvoří základ městské ekonomiky.